# Iwami Manaka
Iwami Manaka (石見舞菜香 (Thạch Kiến Vũ Thái Hương)/ いわみまなか Iwami Manaka) sinh ngày 30 tháng 4 năm 1998, là diễn viên lồng tiếng Nhật Bản. Cô đã thắng giải thưởng Best Rookie Actress tại lễ trao giải 13th Seiyu Awards.

## Danh sách bộ phim

### Anime truyền hình
| Năm  | Tựa đề                                                                  | Vai diễn               |
| ---- | ----------------------------------------------------------------------- | ---------------------- |
| 2017 | Children of the Whales                                                  | Rikosu                 |
| 2017 | Gamers!                                                                 | Chiaki Hoshinomori     |
| 2017 | New Game!                                                               | Hotaru Hoshikawa       |
| 2017 | Re:Creators                                                             | Erina Talker           |
| 2017 | Tsuki ga Kirei                                                          | Aira Miyamoto          |
| 2017 | Tận thế nếu không bận, anh cứu chúng em nhé?                            | Lakhesh Nyx Seniorious |
| 2017 | Urahara                                                                 | Kotoko Watatsumugi     |
| 2017 | Monster Strike                                                          | Girl                   |
| 2018 | Kakuriyo: Bed and Breakfast for Spirits                                 | Chibi                  |
| 2018 | Phantom in the Twilight                                                 | Mu Shinyao             |
| 2018 | Rokuhōdō Yotsuiro Biyori                                                | Kotsuru Tenshin        |
| 2018 | Tada không biết yêu                                                     | Teresa Wagner          |
| 2019 | Rifle is Beautiful                                                      | Ryōko Mochizuki        |
| 2019 | Fruits Basket                                                           | Tohru Honda            |
| 2019 | Granbelm                                                                | Kuon Tsuchimikado      |
| 2019 | Revisions                                                               | Marin Temari           |
| 2019 | The Ones Within                                                         | Himiko Inaba           |
| 2019 | Thanh gươm diệt quỷ                                                     | Chuntaro               |
| 2020 | Magia Record: Puella Magi Madoka Magica Side Story                      | Ui Tamaki              |
| 2020 | Wave, Listen to Me!                                                     | Mizuho Nanba           |
| 2020 | Fruits Basket: 2nd Season                                               | Tohru Honda            |
| 2020 | Re:Zero − Bắt đầu lại ở thế giới khác                                   | Carmilla               |
| 2020 | Love Live! Nijigasaki High School Idol Club                             | Christina              |
| 2021 | Log Horizon: Destruction of the Round Table                             | Lelia Mofur            |
| 2021 | Fruits Basket: The Final                                                | Tohru Honda            |
| 2021 | Blue Reflection Ray                                                     | Hiori Hirahara         |
| 2021 | To Your Eternity                                                        | Rean                   |
| 2021 | Higehiro                                                                | Yuuko Masaka           |
| 2021 | Remake Our Life!                                                        | Miki Morishita         |
| 2022 | Tokyo 24th Ward                                                         | Asumi Suidō            |
| 2022 | The Executioner and Her Way of Life                                     | Manon                  |
| 2022 | RPG Real Estate                                                         | Rakira                 |
| 2022 | The Dawn of the Witch                                                   | Riiri                  |
| 2022 | Spy × Family                                                            | Millie                 |
| 2022 | In the Heart of Kunoichi Tsubaki                                        | Mizubashō              |
| 2022 | Phantom of the Idol                                                     | Shigutaro              |
| 2022 | Boruto – Naruto hậu sinh khả úy                                         | Neon Asakusa           |
| 2022 | Black Summoner                                                          | Efil                   |
| 2022 | Romantic Killer                                                         | Saki                   |
| 2022 | Arknights: Prelude to Dawn                                              | Exusiai                |
| 2022 | Akiba Maid War                                                          | Nerula                 |
| 2023 | Thiên sứ nhà bên                                                        | Mahiru Shiina          |
| 2023 | Cuộc cách mạng ma thuật của công chúa chuyển sinh và tiểu thư thiên tài | Euphyllia Magneta      |
| 2023 | In/Spectre 2nd Season                                                   | Rion Otonashi          |
| 2023 | The Aristocrat's Otherworldly Adventure: Serving Gods Who Go Too Far    | Teres                  |
| 2023 | World Dai Star                                                          | Kokona Ōtori           |
| 2023 | Oshi no Ko                                                              | Akane Kurokawa         |
| 2023 | The Great Cleric                                                        | Monika                 |
| 2023 | The Vexations of a Shut-In Vampire Princess                             | Sakuna Memoir          |

### Anime điện ảnh
| Năm  | Tựa đề                                  | Vai diễn    |
| ---- | --------------------------------------- | ----------- |
| 2018 | Maquia: When the Promised Flower Blooms | Maquia      |
| 2022 | Fruits Basket: Prelude                  | Tohru Honda |
| 2023 | Rakudai Majo: Fūka to Yami no Majo      | Karin       |

### Video game
| Năm  | Tựa đề                                                           | Vai diễn              |
| ---- | ---------------------------------------------------------------- | --------------------- |
| 2014 | Granblue Fantasy                                                 | Satyr                 |
| 2016 | Othellonia                                                       | Radola                |
| 2018 | Dragalia Lost                                                    | Pia                   |
| 2018 | Shironeko Project                                                | Eleanor               |
| 2018 | Uma Musume Pretty Derby                                          | Rice Shower           |
| 2019 | Arknights                                                        | Exusiai / Warfarin    |
| 2019 | Fire Emblem: Three Houses                                        | Ingrid Brandl Galatea |
| 2019 | Magia Record: Puella Magi Madoka Magica Side Story               | Ui Tamaki             |
| 2020 | Cytus 2                                                          | Nora                  |
| 2020 | King's Raid                                                      | Tanya, Talisha        |
| 2020 | Girls' Frontline                                                 | CF05 & SIG-556        |
| 2020 | Death end re;Quest 2                                             | Liliana Pinnata       |
| 2020 | Genshin Impact                                                   | Amber                 |
| 2020 | The Legend of Heroes: Trails into Reverie                        | Nadia Rayne           |
| 2021 | Counter:Side                                                     | Kim Sobin             |
| 2021 | Famicom Detective Club: The Girl Who Stands Behind (2021 Remake) | Yoko Kojima           |
| 2021 | Blue Reflection: Second Light                                    | Hiori Hirahara        |
| 2022 | The Legend of Heroes: Kuro no Kiseki II – Crimson Sin            | Nadia Rayne           |
| 2022 | Fate/Grand Order                                                 | Huyan Zhuo            |
| 2022 | Fire Emblem Warriors: Three Hopes                                | Ingrid Brandl Galatea |
| 2022 | Guilty Gear Strive                                               | Bridget               |
| 2022 | Dragon Quest Treasures                                           | Gayle, Monsters       |
| 2023 | Da Capo 5                                                        | Yukina Tokisaka       |
| 2023 | Usokara Hajimaru Koi no Natsu                                    | Shiori Minagi         |
| 2023 | Takt Op. Unmei wa Akaki Senritsu no Machi o                      | Für Elise WoO 59      |
| 2023 | Soul Tide                                                        | Ithil                 |